# The Essex Serpent (série télévisée)
The Essex Serpent, ou Le Serpent de l'Essex au Québec, est une mini-série britannique en six épisodes d'environ 48 minutes écrite par Anna Symon et réalisée par Clio Barnard et diffusée du 13 mai au 10 juin 2022 sur Apple TV+. Il s'agit de l'adaptation du roman du même titre (en) de Sarah Perry (en).

## Synopsis
Pendant l'époque victorienne, Cora Seaborne, jeune veuve férue de paléontologie, quitte Londres en compagnie de son fils Francis et de sa nourrice Martha pour s'installer à Aldwinter, dans l'Essex, où elle se lie avec le pasteur William Ransome et sa famille. Elle s'intéresse à la rumeur qui met tout le lieu en émoi : le Serpent de l'Essex, monstre marin aux allures de dragon apparu deux siècles plus tôt, aurait-il ressurgi de l'estuaire du Blackwater ?

## Distribution

### Acteurs principaux
- Claire Danes (VF : Caroline Victoria) : Cora Seaborne
- Tom Hiddleston (VF : Alexis Victor) : Will Ransome
- Frank Dillane (VF : Gauthier Battoue) : Dr Luke Garrett
- Hayley Squires (VF : Laëtitia Demortière) : Martha
- Clémence Poésy (VF : elle-même) : Stella Ransome

Photos des acteurs principaux
Claire Danes interprète Cora Seaborne.
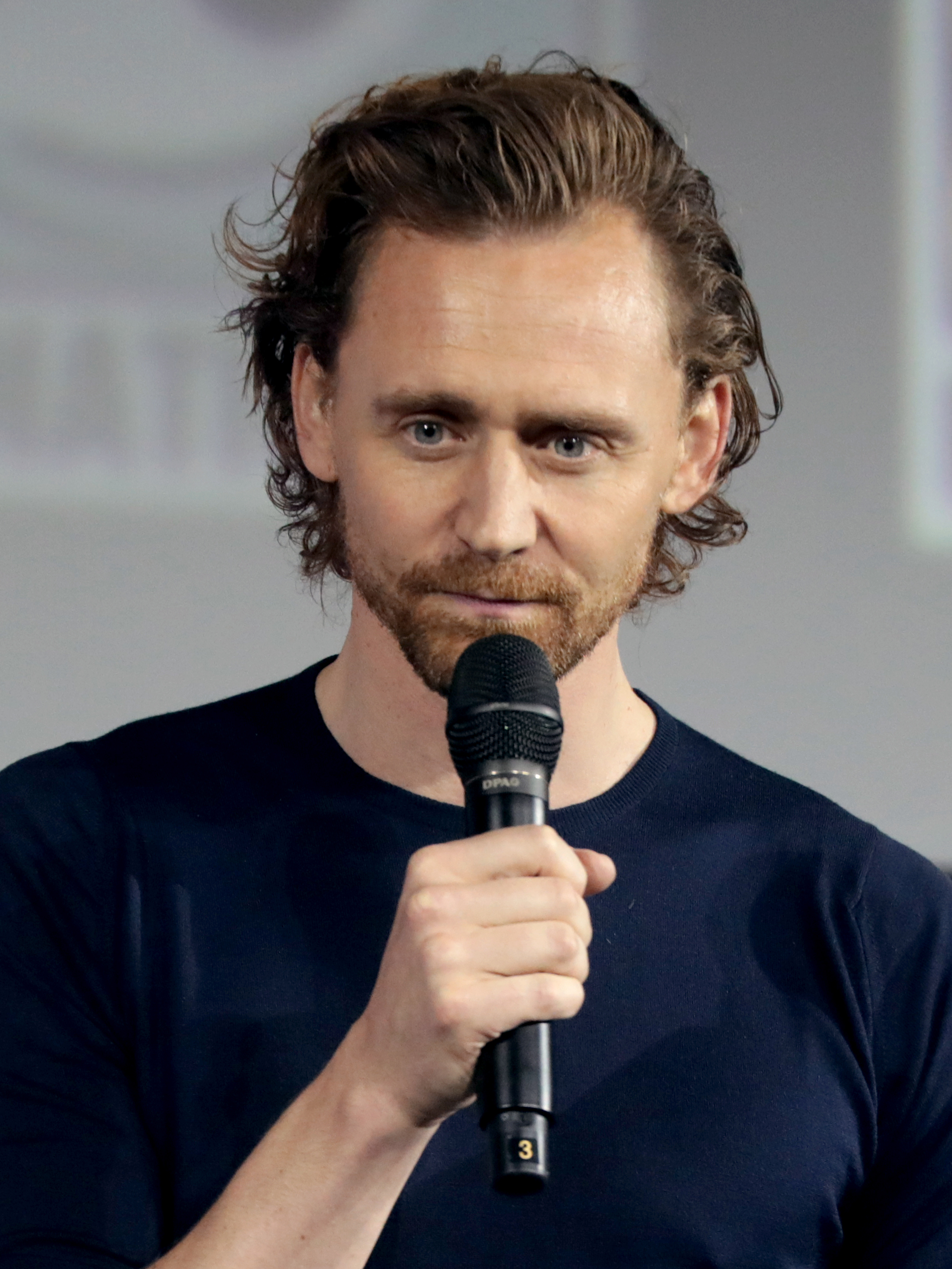
Tom Hiddleston interprète Will Ransome.
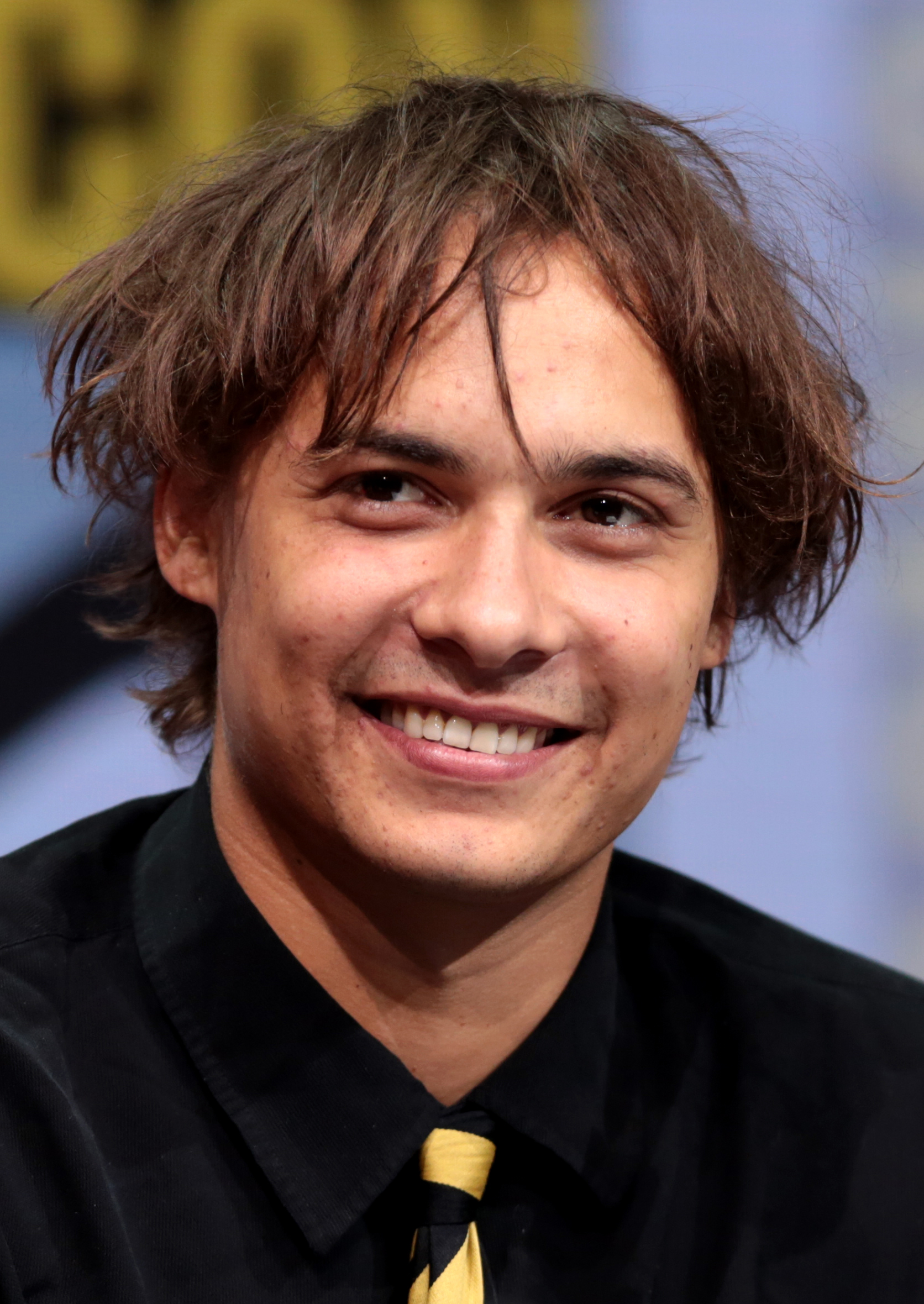
Frank Dillane interprète Dr Luke Garrett.
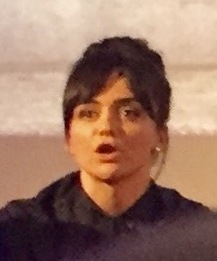
Hayley Squires interprète Martha.
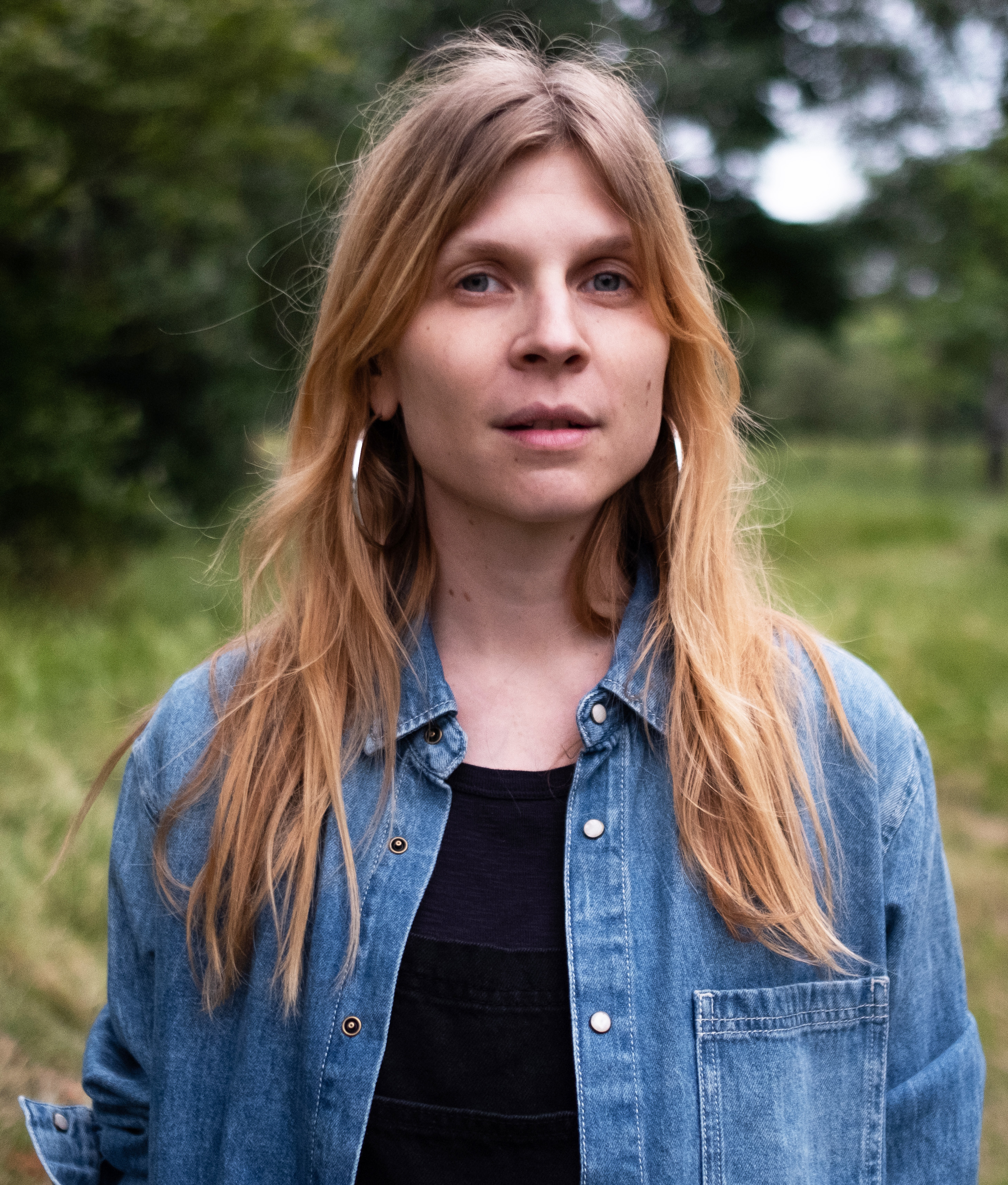
Clémence Poésy interprète Stella Ransome.

### Acteurs secondaires
- Gerard Kearns (VF : Yannick Choirat) : Henry Banks
- Caspar Griffiths (VF : Lou Lévy) : Franckie, le fils de Cora
- Jamael Westman (VF : Laurent Blanpain) : Dr George Spencer
- Dixie Egerickx (VF : Camille Timmerman) : Jo Ransome
- Ryan Reffell (VF : Cécile Gatto) : John Ransome
- Lily-Rose Aslandogdu (VF : Léana Montana) : Naomi Banks
- Michael Jibson (VF : Cyrille Monge) : Matthew Evansford
- Robin Berry (VF : Nicolas Dangoise) : Jonah
- Zoë Scott : la bonne de Cora
- Deepica Stephen (VF : Marion Peronnet) : Sali
- Matt Brewer et Steve North : les pêcheurs
- Tommy French : Samuel
- Rebecca Ineson : Gracie Banks

 Source et légende : version française (VF) sur RS Doublage et Doublage Séries Database

## Épisodes
1. Eaux troubles (The Blackwater)
2. Affaires de cœur (Matters of the Heart)
3. La Chute (Falling)
4. Secrets (Everything Is Blue)
5. Point de rupture (I Break Things)
6. À la surface (Surfacing)